# Marluce Schierscher
Marluce Schierscher (* 8. September 1998) ist eine liechtensteinische Synchronschwimmerin.

## Karriere
Marluce Schierscher besuchte von 2010 bis 2013 die Sekundar-Sportschule Liechtenstein und anschließend bis 2017 das Liechtensteinische Sportgymnasium in Vaduz. Sie nahm an den Schwimmweltmeisterschaften 2017 und 2019 sowie an den Europaspielen 2015 und einigen Europameisterschaften teil. 2021 startete sie zusammen mit Lara Mechnig bei den Olympischen Sommerspielen 2020 in Tokio. Die beiden Liechtensteinerinnen belegten im Duettwettkampf den 17. Platz und waren dadurch die erste Synchronschwimmerinnen ihres Landes, die an Olympischen Spielen teilnahmen.